# Medaglia dell'investitura del re Willem-Alexander
La Medaglia dell'investitura del re Willem-Alexander (in olandese Inhuldigingsmedaille Koning Willem-Alexander) è una medaglia commemorativa coniata per celebrare la cerimonia d'incoronazione di Willem-Alexander dei Paesi Bassi del 2013.

## Storia
La medaglia è stata realizzata dalla Koninklijke Nederlandse Munt e disegnata da Hans van Houwelingen. È stata introdotta con Regio Decreto il 24 aprile 2013 in occasione dell'incoronazione di Willem-Alexander, che è avvenuta il 30 aprile.
Le prime sette assegnazioni sono state eseguite dal primo ministro Mark Rutte nel pomeriggio del 2 maggio 2013, in un evento organizzato presso la Chiesa Nuova di Amsterdam, in cui il sindaco Eberhard van der Laan ha tenuto un discorso. Tutte le assegnazioni sono avvenute su proposta del Ministero dell'interno e delle relazioni con il Regno.

## Descrizione
- Sul dritto della medaglia è ritratto il profilo del re indirizzato a sinistra e il suo monogramma coronato è disegnato sul rovescio, sul quale sono incise data e firma del re: APRIL 30 2013 e WILLEM-ALEXANDER KONING VAN DER NEDERLANDEN.[2][3]
- Il nastrino della medaglia, largo 27 mm, è arancione, il colore della Casa d'Orange-Nassau, e presenta quattro bande blu Nassau larghe 2 mm ciascuna, che alludono sia l'incoronazione di Willem-Alexander che quelle delle regine Beatrice (1980), sua madre, Giuliana (1948), sua nonna, e Guglielmina (1898), sua bisnonna.[1][3]

## Insigniti notabili
Sono stati insigniti della medaglia i rappresentanti dei servizi pubblici, di emergenza e di difesa, oltre che le persone citate qui di seguito:
- Al-Muhtadee Billah
- Alberto II di Monaco
- Beatrice dei Paesi Bassi
- Camilla Shand
- Carlo III del Regno Unito
- Costantino dei Paesi Bassi
- Cristina di Orange-Nassau
- Daniel Westling
- David Johnston
- Federico X di Danimarca
- Filippo VI di Spagna
- Filippo del Belgio
- Guglielmo di Lussemburgo
- Haakon di Norvegia
- Masako
- Irene di Orange-Nassau
- Laurentien Brinkhorst
- Letizia Ortiz Rocasolano
- Luigi del Liechtenstein
- Mabel Wisse Smit
- Margherita dei Paesi Bassi
- Mary Donaldson
- Mathilde d'Udekem d'Acoz
- Mette-Marit Tjessem Høiby
- Mozah bint Nasser al-Missned
- Máxima Zorreguieta
- Naruhito
- Pieter van Vollenhoven
- Sarah Salleh
- Sirindhorn di Thailandia
- Sofia di Baviera
- Stéphanie de Lannoy
- Vajiralongkorn
- Vittoria di Svezia